# بنزیسوکسازول
بنزیسوکسازول (به انگلیسی: Benzisoxazole) یک ترکیب شیمیایی با شناسه پاب‌کم ۶۷۴۹۸ است. شکل ظاهری این ترکیب، مایع بی‌رنگ است.